# Ispas (obwód czerniowiecki)
Ispas (ukr. Іспас) – wieś na Ukrainie, w obwodzie czerniowieckim, w rejonie wyżnickim, w hromadzie Wyżnica. W 2022 liczyła 4903 mieszkańców.

## Urodzeni
- German (Semanczuk)